# 埃尔温·约拉泽
埃尔温·约拉泽（Erwin Jollasse，1892年12月12日 - 1987年3月8日）是一位納粹德國德意志國防軍将领，曾在第二次世界大战期间指挥过几个师级单位，並获颁騎士鐵十字勳章。
约拉泽于1943年7月22日出任第9裝甲師師長，于当年10月负伤，后又在11月再度出任该师师长，一直任职到1944年8月10日，他于当日再度负伤。1945年3月，他出任第344人民掷弹兵师（驻扎捷克斯洛伐克）师长，在此职位上一直工作到4月30日，当日，他和25名其他官兵逃出苏军包围圈，开始躲避苏军和美军部队，直到于6月8日被捕。他于1947年6月30日从监狱获释，最终于1987年3月14日死在图青。